# La mauvaise vie
La Mauvaise Vie är en delvis självbiografisk roman av den franska författaren och blivande kulturministern Frédéric Mitterrand, som släpptes 2005. Boken skapade stor uppmärksamhet, mycket på grund av sina ingående beskrivningar av homosexualitet och homosexuell prostitution i Thailand, vilket även gjorde att författaren kallades pedofil. Mitterrand var öppet bisexuell.